# Al Rayyan
Al Rayyan (arabo: الريان) è una municipalità del Qatar di 272 583 abitanti creata nel 1972.

## Storia
È il terzo comune dello stato del Qatar come dimensione.
È la prima città del settore che porta lo stesso nome.
È ai margini della città di Doha di cui occupa la parte est, confinante con i sobborghi della capitale.
Ha ospitato 23 partite del campionato mondiale di calcio 2022, eguagliando il record di partite giocate in tutta la storia dei mondiali appartenente a Città del Messico. Perderà però questo record nell'edizione successiva, in quanto la capitale messicana ospiterà ulteriori cinque partite nel 2026. Manterrà comunque il record di partite ospitate in una singola edizione, in quanto il record attuale di Città del Messico è dato dalla somma delle partite ospitate in due edizioni differenti.